# Brian Faust
Brian Faust (12 de enero de 1999) es un deportista estadounidenses que compite en atletismo, especialista en las carreras de velocidad.
Ganó dos medallas en el Campeonato Mundial de Atletismo en Pista Cubierta de 2025, oro en 4 × 400 m y plata en los 400 m.
Estudió el grado de Gestión de Ventas en la Universidad Purdue.

## Palmarés internacional
| Campeonato Mundial en Pista Cubierta | Campeonato Mundial en Pista Cubierta | Campeonato Mundial en Pista Cubierta | Campeonato Mundial en Pista Cubierta |
| Año                                  | Lugar                                | Medalla                              | Prueba                               |
| ------------------------------------ | ------------------------------------ | ------------------------------------ | ------------------------------------ |
| 2025                                 | Nankín (China)                       | Medalla de oro                       | 4 × 400 m                            |
| 2025                                 | Nankín (China)                       | Medalla de plata                     | 400 m                                |